# Safar
Safar (arabisch صفر, DMG Ṣafar) ist der zweite Monat des islamischen Kalenders. Er gilt allgemein als Unglücksmonat, allerdings fanden bzw. finden in ihm auch verschiedene ausgelassene Feiern statt.

## Rolle im altarabischen Kalender
In vorislamischer Zeit, als der arabische Kalender noch ein Sonnenkalender war, war der Safar wie der Rabīʿ und der Dschumādā ein Doppelmonat, der den erst im Islam Muharram genannten ersten Monat des Jahres mitumfasste. Der Muharram wurde als Safar I (Ṣafar al-auwal) bezeichnet, der heutige Safar als Safar II (Ṣafar al-āḫar) und die beiden Monate gemeinsam als „die beiden Safar“ (aṣ-Ṣafarānī). Die erste Jahreshälfte bestand somit aus den drei Doppelmonaten Safar, Rabīʿ und Dschumādā. Der Doppelmonat Safar fiel dabei ursprünglich in den Herbst. In islamischer Zeit wurde der alte Sprachgebrauch, auch den ersten Monat des Jahres als Safar zu bezeichnen, als Entweihung des als heilig betrachteten Muharram kritisiert.
Nach der altarabischen Auffassung galt die ʿUmra während der Haddsch-Zeit als etwas Schändliches und war erst nach Ablauf des Safar erlaubt. Dies wurde mit dem folgenden Reimspruch zum Ausdruck gebracht: Iḏā baraʾa d-dabar wa-ʿafā l-aṯar wa-nsalaḫa Ṣafar ḥallati l-ʿumra li-man iʿtamar („Wenn die Rücken frei sind, die Spuren [sc. der Pilger] verwischt sind und der Safar verstrichen ist, dann ist die ʿUmra denjenigen, die sie verrichten wollen, erlaubt“).

## Erklärung des Namens
Nach al-Masʿūdī (gest. 956) hat der Monat seinen Namen von Märkten im Jemen, die Safarīya genannt wurden. Die Menschen sollen sich dort mit Nahrungsmitteln versorgt haben. Wer die Märkte versäumte, sei vor Hunger zugrunde gegangen. Nach einer anderen Erklärung, die al-Masʿūdī anführt, leitet sich der Name des Monats davon ab, dass sich die Städte in diesem Monat leerten (taṣfar), weil die Menschen in den Krieg zogen. Der Name des Monats leitet sich demnach von dem Verb ṣafira, taṣfar (leer sein) ab Auch al-Qazwīnī (gest. 1283) kennt diese Erklärung und bringt den Aufbruch der Menschen in den Kampf mit dem Ablauf der heiligen Monate in Zusammenhang. Gestützt auf das persische Lexikon Ġiyāṯ al-luġa bar ḥāšiya muntaḫab al-luġāt wa-čirāġ-i hidāyat von Muhammad Ghiyāth ad-Dīn Rāmpūrī gibt Thomas Hughes für die Entstehung dieses Namens noch eine andere Erklärung. Demnach leitet sich der Name davon ab, dass der Monat in der Zeit, als er seinen Namen erhielt, im Herbst lag, als sich die Blätter der Bäume gelb verfärbten.

## Der Safar als Unglücksmonat
Der Safar gilt in der islamischen Welt allgemein als Unglücksmonat. Deswegen wird er auch euphemistisch als Ṣafar al-ḫair („guter Safar“) oder Ṣafar al-muẓaffar („siegreicher Safar“) bezeichnet. Eine populäre Überlieferung besagt, dass der Prophet Mohammed gesagt haben soll: „Wer mir die frohe Botschaft vom Ablauf des Safar überbringt, dem verkünde ich das Paradies.“ Die betreffende Person sollte also ins Paradies eingehen. Schon as-Saghānī (gest. 1252) hatte jedoch diesen Hadith als erfunden eingeordnet. Als unheilbringend gilt der Monat auch, weil in ihm die Krankheit des Propheten ausgebrochen sein soll, an der er einen Monat später starb. Außerdem sollen laut Volksüberlieferung von den 12.400 Propheten vor Mohammed 12.000 in diesem Monat gestorben sein.
al-Qazwīnī referiert die Auffassung der Volksmenge, dass im Safar das Verweilen besser sei als die Bewegung. In Aceh galt im 19. Jahrhundert die Regel, dass man in diesem Monat keine bedeutenden Unternehmen beginnen sollte. Mit einem Wortspiel wird auch gesagt, man solle im Safar keine Reise (safar) unternehmen.

## Besondere Tage

### Der letzte Mittwoch
Nach Christiaan Snouck Hurgronje war zu seiner Zeit in der islamischen Welt die Ansicht verbreitet, dass man dankbar sein müsse, wenn man den letzten Mittwoch des Monats Safar erreicht habe, ohne dass einem ein Unglück widerfahren ist. Wer diesen Tag ohne Unfall erlebt, sollte hoffnungsvoll dem übrigen Teil des Jahres entgegensehen dürfen. Der Tag hat insofern eine herausgehobene Bedeutung im Monat, weil an diesem Tag der Prophet, als sich seine Krankheit kurzzeitig besserte, sein letztes Bad genommen haben soll. Der Tag hat in den verschiedenen islamischen Regionen unterschiedliche Namen. In Indien wird er Āḫirī Čahāršanba genannt, in Aceh Rabu Abéh, in den malaiischen Gebieten Rabu penghabisan und auf Java Rebo Wekasan, was alles im Prinzip das Gleiche bedeutet, nämlich „Letzter Mittwoch“. Die Nubier in der Umgebung von Assuan in Südägypten nennen diesen Tag Arbaʿ Mā Dūr. Von dem indischen Sufi Muinuddin Chishti (gest. 1230) wird die Aussage überliefert, dass Gott jedes Jahr 320.000 Heimsuchungen (balīyāt) hinabsende, und das jeweils am letzten Mittwoch des Monats Safar. Deswegen sei dieser Tag der schwierigste Tag des Jahres.

#### Gebete
Fromme Leute in Mekka verbrachten im 19. Jahrhundert die Nacht und den Tag des letzten Mittwochs möglichst im Gebet. In Aceh führten einige Fromme am Nachmittag des Rabu Abeh ein besonderes Gebet mit zwei oder mehr Rakʿats durch, auf der Grundlage eines Hadith, den die muslimischen Geistlichen als schwach betrachteten.
Das Ständige Komitee für wissenschaftliche Untersuchungen und Fatwa-Erteilung setzte sich in den 1980er Jahren mit der Frage eines Muslims auseinander, der wissen wollte, ob es richtig sei, was einige Gelehrte in seinem Land behaupteten, dass es nämlich im Islam eine freiwillige gottesdienstliche Übung (nāfila) gebe, die daraus bestehe, am Vormittag des letzten Safar-Mittwochs ein vier Zyklen umfassendes spezielles Gebet zu verrichten. Das Fatwa-Komitee wies diese Behauptung zurück und ordnete dieses Gebet als „verwerfliche Neuerung“ (bidʿa munkara) ein.

#### Korantrinken und Bäder
Der indische Sufi Muhammad Ghawth Gwaliyārī (gest. 1562/63) empfahl, zur Abwendung des am letzten Safar-Mittwochs drohenden Unheils die mit Salām beginnenden Verse des Korans (Sure 36:58, Sure 37:79, 109, 120, 130, Sure 39:73, Sure 13:24, Sure 97:5) auf ein weißes Papier zu schreiben, dann das Papier abzuwaschen und das Wasser zu trinken. Dieser Brauch hat sich sehr weit verbreitet. Nach dem Qanūn-i Islām von Jaʿfar Sharif, den Gerhard Andreas Herklots (gest. 1834) herausgab, gab es in Indien den Brauch, am frühen Morgen des letzten Safar-Mittwochs sieben koranische Salām-Formeln (alle von Muhammad Ghawth genannten außer Sure 13:24) mit Safran-Wasser, Tinte oder Rosenwasser auf das Blatt einer Pappel-Feige, Mango oder Kochbanane zu schreiben. Dieses Blatt spülte man hinterher ab und trank das Wasser, weil man glaubte, dass dies vor Krankheiten schütze und Frieden und Glück bringe. Manche ließen sich die sieben Formeln von Mawlawis schreiben, die diese Aufgabe üblicherweise umsonst übernahmen. Dieser Brauch, der dazu dienen sollte, sich die Segenskraft der koranischen Formeln einzuverleiben und Übel abzuwenden, war offensichtlich auch in Ägypten verbreitet, denn er wird von dem ägyptischen salafitischen Autor Muhammad ʿAbd as-Salām asch-Schuqairī, der in den 1930er Jahren blühte, als „falsche Überzeugung und tadelnswerter Aberglaube“ (iʿtiqād wa-tašāʾum maḏmūm) zurückgewiesen.
Snouck Hurgronje beschreibt, dass in Aceh an diesem Tag viele Menschen ein Bad nahmen, die Küstenbewohner im Meer, andere im Fluss oder am Brunnen. Es galt als wünschenswert, für dieses Bad Wasser zu verwenden, das durch den Kontakt mit bestimmten Versen des Korans geweiht wurde. Zu diesem Zweck gab ein Geistlicher jedem, der darum bat, Zettel, auf denen er die sieben Verse des Korans geschrieben hatte, in denen Gott bestimmte Männer mit dem Wort Salām anspricht. Diese Zettel wurden ins Meer, in einen Fluss oder in einen Brunnen geworfen und man glaubte, dass dem Wasser dadurch Heilkraft verliehen wird. Andere tranken Wasser von einer Platte, die mit diesen Versen eingraviert ist, wobei sich die Schrift teilweise im Wasser auflöste. Das bei dieser Gelegenheit genommene Bad wurde als ein rituelles Ghusl-Bad betrachtet und wurde mit einer Nīya eingeleitet, in der die betreffende Person ihre Absicht zum Ausdruck brachte, eine durch das Gesetz Allahs vorgeschriebene Aufgabe auszuführen. Mit diesem Bad waren auch andere Handlungen der Körperpflege verbunden wie Rasieren, Nägelschneiden usw., die von den Acehnesen jedoch nicht besonders beachtet wurden.
Auf Java war es üblich, am Rebo Wekasan in den Moscheen einen Vorrat an geweihtem Wasser (banyu jimat) bereitzuhalten, für die Menschenmengen, die danach verlangten. Die einfache Bevölkerung verband mit diesem „letzten Mittwoch“ nach Snouck Hurgronje nicht mehr als Baden, Trinken von Zauberwasser und Abhalten gesellschaftlicher Zusammenkünfte und kümmerte sich nicht um den traditionellen Ursprung des Brauchs. Bei den Malaien auf der malaiischen Halbinsel, in Singapur und in Indonesien wird bis heute an diesem Tag die Mandi-Safar-Zeremonie abgehalten, in deren Zentrum ein Bad ein Gewässern steht. In Indonesien werden bei diesem Anlass Mangoblätter mit den sieben Salām-Versen ins Meer geschüttet, damit die Menschen anschließend darin baden. Bei den Nubiern in Südägypten sammelt man an diesem Tag eine wilde Pflanze, die neben dem Wasser wächst und „Raʿ Raʿ Aiyūb“ oder „Ghubaira“ genannt wird (= Großes Flohkraut?). Dann nimmt man ein Bad im Nil und wäscht sich mit dieser Pflanze, die man als eine Art Seife oder Schwamm verwendet. Dies soll die Menschen das ganze Jahr über vor Krankheiten schützen.

#### Feiern und Vergnügungen
Viele Männer und Frauen in Mekka verbrachten den Tag des letzten Mittwochs mit Spazierritten und Picknicks.
In Aceh waren bei den Menschen, die in der Nähe der Küste wohnten, besonders Rabu-Abeh-Picknicks beliebt, zu denen jeder einen Beitrag mitbrachte. Diese geselligen Zusammenkünfte wurden Meuramien genannt. In den Küstenorten Javas fanden an diesem Tag Picknicks statt.
Der Qanūn-i Islām berichtet, dass es in Indien an diesem Tag auch verbreitet war, in Gärten oder den eigenen Häusern Tänzerinnen auftreten zu lassen, die nicht nur tanzten, sondern auch sangen, während eine große Menschenmenge sich bei dieser Gelegenheit an berauschenden Getränken gütlich tat. Lehrer gaben an diesem Tag ihren Schülern ʿĪdīs mit. Das waren bemalte Blätter mit einem Vers, an deren unterem Rand der Name des betreffenden Schülers eingefügt wurde. Die Schüler nahmen die Blätter mit nach Hause und lasen den Vers ihren Eltern und Verwandten vor, die diese Leistung mit ein oder zwei Rupien honorierten, die die Schüler dann ihrem Lehrer mitbrachten.

#### Sonstige Bräuche
Bei den Nubiern in Südägypten wird an diesem Tag eine große Menge von sieben Getreidesorten gesammelt und zur Moschee getragen. Der Dorfscheich rezitiert dann Verse aus dem Koran darüber. Nach dem Mittagsgebet rösten die Frauen diese Körner mit Hilfe von trockenen, vergilbten Palmblättern, die die Kinder von den Friedhöfen mitbringen. Nach dem Rösten wird ein Teil davon genommen und in Richtung Sonnenaufgang und Sonnenuntergang geworfen, wobei man zu Gott mit den Worten flehen: „Oh Gott, hebe die Teuerung auf und verbreite Wohlstand.“ Das Essen wird dann an die Häuser des Dorfes verteilt und vor Sonnenuntergang verzehrt. Diese Rituale werden abgehalten, weil die Nubier glauben, dass es ein Tag voller Böses ist und man sich vor „bösen Geistern“ hüten muss. Ein nubischer Touristenführer, der 2020 von der ägyptischen Tageszeitung al-Yaum as-sābiʿ dazu befragt wurde, äußerte die Vermutung, dass es sich zum Teil um Überreste von Bräuchen handelt, die im Zusammenhang mit dem altägyptischen Erntefest stehen.

### Weitere besondere Tage
Der 1. Safar galt als Festtag der Umayyaden, weil an diesem Tag das Haupt von Husain ibn ʿAlī in Damaskus angekommen sein soll.
Am 12. Safar fand im 19. Jahrhundert eine der beliebtesten Lokalwallfahrten des Hedschas statt, die Ziyāra zum Grab der Prophetengattin Maimūna bint al-Hārith in Sarif, einem Ort nordwestlich von Mekka. Wegen der großen Bedeutung von Maimūnas Grab wurde der Ort selbst einfach nur Sittī Maimūna genannt.  Das Grab soll sich an dem Ort befinden, an dem Maimūna ihre Brautnacht mit dem Propheten verbrachte. Schon eine Woche vor dem Fest bildeten Freunde und Bekannte Gesellschaften für die Durchführung der Ziyāra. Diese Gesellschaften hießen Baschka und wurden von einem Kassenwart (qaiyūm) geleitet. Die Männer legten für die Reise andere Kleidung an als die, die sie in der Stadt zu tragen pflegten. Am Grab selbst rezitierte man verschiedene Begrüßungsformeln, die Fātiha und verschiedene Gebete, die Anspielungen auf Maimūnas Lebensgeschichte enthielten, aber auch die speziellen Wünsche des Betenden hervorhoben. Das Fest wurde recht ausgelassen gefeiert. Zwar gab es einzelne Fromme, die sich Dhikr-Übungen widmeten, doch verbrachten die meisten die Nacht mit Musik und Amüsement. Es wurden erotische Gedichte vorgetragen und bartlose Knaben in Mädchenkleidung, die mauwālūn und raqqāṣūn genannt wurden, tanzten und sangen. Beim Rückweg von al-Maimūna besuchte man üblicherweise am 14. Safar das Grab von ʿAbdallāh ibn ʿUmar in Schuhadā'.
Am 13. Safar nahm man Anfang des 19. Jahrhunderts in Indien ein Bad und spendete an die Armen. Dieses Bad war zu dieser Zeit noch ein neuer Brauch und soll durch Frauen eingeführt worden sein. Die Tage vorher, die man als Terah tezi („Die 13 Scharfen“) bezeichnete, galten als besonders unheilvoll, weil es dem Propheten während seiner Krankheit an diesen Tagen angeblich besonders schlecht ging, während am 13. Tag eine Besserung eingetreten sein soll.
Am 20. Safar begehen Schiiten heute noch das Arba'in-Fest.
Am 24. Safar (des Jahres 622) soll der Prophet zusammen mit Abū Bakr in der Höhle am Berg Thaur Zuflucht genommen haben.

## Belege
1. ↑  al-Azraqī: Aḫbār Makka wa-mā ǧāʾa fī-hā min al-āṯār. Ed. Rušdī aṣ-Ṣāliḥ Malḥas. Mekka 1933. Band I, S. 183. Digitalisat
2. ↑  Julius Wellhausen: Reste arabischen Heidentums. 2. Auflage. Reimer, Berlin 1897. S. 95f. (Textarchiv – Internet Archive).
3. ↑  al-Buḫārī: Ṣaḥīḥ al-Buḫārī, Kitāb al-Ḥaǧǧ. Nr. 34. (arabisch, Textarchiv – Internet Archive).
4. ↑  al-Masʿūdī: Murūǧ aḏ-ḏahab wa-maʿādin al-ǧauhar. Ed. Muḥammad Muḥyī d-Dīn ʿAbd al-Ḥamīd. Band 2, S. 204. Digitalisat
5. 1 2 3 4 5  al-Qazwīnī: ʿAǧāʾib al-maḫlūqāt wa-ġarāʾib al-mauǧūdāt. Muʾassasat al-Aʿlamī, Beirut 2000. S. 68. Digitalisat
6. ↑  Thomas Hughes: A Dictionary of Islam. Allen & Co., London 1885. S. 554. (Textarchiv – Internet Archive).
7. 1 2  Littmann: Über die Ehrennamen und Neubenennungen der islamischen Monate. 1918, S. 232.
8. ↑  Littmann: Über die Ehrennamen und Neubenennungen der islamischen Monate. 1918, S. 228.
9. ↑  Zitiert in aš-Šaukānī: al-Fawāʾid al-maǧmūʿa fī l-aḥādīṯ al-maǧmūʿa. Ed. ʿAbd ar-Raḥmān b. Yaḥyā al-Muʿallimī. Dār al-kutub al-ʿilmīya, Beirut, 1995. S 438. Digitalisat
10. 1 2 3 4  Snouck Hurgronje: The Achehnese. 1906. S. 206.
11. 1 2  Annemarie Schimmel: Das islamische Jahr: Zeiten und Feste. 2. Auflage. C.H. Beck, München 2002. S. 63. ISBN 3-406-47567-1
12. ↑  Snouck Hurgronje: Mekka. II. Aus dem heutigen Leben. 1889, S. 52–56.
13. ↑  Herklots: Qanoon-e-Islam, or, the Customs of the Moosulmans of India. 1832, 230.
14. 1 2 3  ʿAbdallāh Ṣalāḥ: Arbaʿ Mā Dūr. Ḥikāyat iḥyāʾ al-Arbaʿāʾ al-aḫīr min Ṣafar. Al-Yaum as-sābiʿ 15. November 2020.
15. 1 2  Muḥammad ibn Ḫaṭīr ad-Dīn al-ʿAṭṭār: al-Ǧawāhir al-ḫamsa. Ed. ʿĀṣim Ibrāhīm al-Kaiyālī. Dār al-kutub al-ʿilmīya, Beirut 2010. S. 34. Digitalisat
16. 1 2  Snouck Hurgronje: Mekka. II. Aus dem heutigen Leben. 1889, S. 56f.
17. 1 2 3  Snouck Hurgronje: The Achehnese. 1906. S. 206 f.
18. ↑  Aḥmad ibn ʿAbd ar-Razzāq ad-Darwīš: Fatāwā al-Laǧna ad-dāʾima li-l-buḥūṯ al-ʿilmīya wal-iftāʾ. Dār al-ʿĀṣima, Riad, 1996. Band II, S. 354f. Digitalisat
19. 1 2  Herklots: Qanoon-e-Islam, or, the Customs of the Moosulmans of India. 1832, 230–32.
20. ↑  Muḥammad aš-Šuqairī: as-Sunan wa-l-mubtadaʿāt. Dār al-Kitāb wa-s-sunna. S. 159. Digitalisat
21. ↑  Snouck Hurgronje: The Achehnese. 1906. S. 207.
22. ↑  Ja'far Rassuh: Kemeriahan Mandi Safar S. 13. (Illustrierte Broschüre des indonesischen Erziehungs- und Kultusministeriums von 2016 über das Mandi-Safar-Fest in Jambi für Grundschüler)
23. ↑  Snouck Hurgronje: Mekka. II. Aus dem heutigen Leben. 1889, S. 52–56.
24. ↑  Herklots: Qanoon-e-Islam, or, the Customs of the Moosulmans of India. 1832, 229f.